# Apol·lòfanes de Cízic
Apol·lòfanes de Cízic (en grec antic: Ἀπολλοφάνης; en llatí: Apollophanes) fou dignatari local de Cízic, amic del sàtrapa persa Farnabazos II i més tard també amic d'Agesilau. Farnabazos va demanar al seu amic que li arreglés una reunió amb Agesilau, i Apol·lòfanes ho va acomplir el 386 aC, poc abans que Agesilau se n'anés de la satrapia de Farnabazos.